# Drome Racers
Drome Racers è un simulatore di guida LEGO sviluppato dalla Attention to Detail e pubblicato dalla Electronic Arts e dalla Lego Interactive inizialmente nel mese di novembre 2002 per PlayStation 2, in quello di dicembre Microsoft Windows, e in seguito il mese di settembre 2003 per GameCube. La versione Game Boy Advance, sviluppata dalla Möbius Entertainment e pubblicata dalla THQ tra aprile e giugno 2003. È il terzo simulatore di guida della Lego, pubblicato un anno dopo Lego Racers 2, anch'esso sviluppato dalla Attention to Detail.

## Trama
Ambientato nell'anno 2015, Drome Racers è una combinazione di corse con licenza Lego, che offre veicoli basati sulla linea di giocattoli del 2002. Oltre alla classica modalità gara standard e a quella casuale, è presente anche la Carriera, che consente al giocatore di vestire i panni di Max Axel, che sogna di vincere il Campionato Drome.

## Modalità di gioco
La modalità Carriera permette al giocatore di competere in varie competizioni, che trattano principalmente di tagliare il traguardo per primo. A precedere ogni serie vi è una gara dragster di qualificazione, dove la vittoria è determinata da una buona partenza e un cambio di marcia al momento giusto.
Tra una gara e l'altra, è possibile spendere le vincite per costruire una nuova macchina (scegliendone le ruote, il telaio e il tipo) o aggiornare una già in proprio possesso (migliorandone il motore, l'aerodinamica, il turbo, l'armatura e gli pneumatici). Nei tracciati sono anche presenti i power-up, che possono essere usati dal giocatore in qualunque occasione. La modalità Arcade presenta una scelta tra Normale o Gara a Tempo, e una vasta gamma di ambienti, condizioni meteo e varianti del circuito. La modalità Gara Rapida permette invece un'azione istantanea, scegliendo casualmente le variabili pertinenti, come i veicoli e i tracciati. Entrambe le modalità sono disponibili per uno o due giocatori.
La versione GameCube presenta varie aggiunte, come un power-up aggiuntivo assente nelle altre versioni e la modalità Battaglia per due giocatori. L'obiettivo di tale modalità è distruggere la macchina dell'avversario usando i power-up, ma esistono anche altre varianti, come trattenere più a lungo la bandiera senza farsi colpire. La modalità presenta anche una macchina esclusiva, inutilizzata nelle altre modalità standard, e ha luogo in varie arene liberamente ispirate ai tracciati presenti nel gioco.

## Accoglienza
| Testata                          | Versione | Giudizio |
| -------------------------------- | -------- | -------- |
| Metacritic (media al 30-01-2020) | PC       | 65/100   |
| Metacritic (media al 30-01-2020) | PS2      | 57/100   |
| Metacritic (media al 30-01-2020) | GBA      | 73/100   |
| Metacritic (media al 30-01-2020) | GC       | 73/100   |
| GameSpot                         | PS2      | 5.2/10   |
| GameSpot                         | GBA      | 8.1/10   |
| GameSpot                         | GC       | 5,1/10   |
| GameZone                         | PC       | 7.5/10   |
| IGN                              | GBA      | 7.0/10   |
| Jeuxvideo.com                    | GC       | 12/20    |
| Jeuxvideo.com                    | PS2      | 11/20    |

Drome Racers ha ricevuto un'accoglienza mista secondo le recensioni aggregate del sito Metacritic, che ha dato alla versione PC un punteggio di 65/100, basato su sei recensioni, mentre ha dato alla versione PlayStation 2 il punteggio di 57/100, basato su 10 recensioni, e alla versione GameCube un punteggio di 54/100, basato su 5 recensioni. Molti critici hanno ritenuto il gameplay mediocre; Ryan Davis della GameSpot, che ha votato la versione PlayStation 2 con un 5.2/10, ha detto al riguardo: "Con quel poco di originalità che ha, come le drag races di qualificazione, è veramente sotto-giocato, e gran parte dell'esperienza sembra generica". GameZone ha invece dato al gioco un'accoglienza più positiva, dicendo: "Ha un bel po' da offrire, ed è uno schianto da giocare".
La versione Game Boy Advance del gioco ha avuto un'accoglienza migliore rispetto alle sue controparti PC e console, grazie a punteggi come un 73/100 da parte della Metacritic, basato su 9 recensioni. Frank Provo GameSpot lo ha votato 8.1/10, dicendo che "Drome Racers è il simulatore di guida più tecnicamente notevole uscito su [Game Boy Advance] da tanto, tanto tempo." Craig Harris della IGN lo ha votato 7.0/10, dicendo: "[il gioco è] un simulatore divertente, ma i controlli sono un poco sballati".

## Seguiti
Drome Racers sarebbe stato l'ultimo gioco sviluppato dalla Attention to Detail, in quanto la compagnia fu liquidata il 28 agosto 2003, poco prima che il gioco fosse pubblicato anche per GameCube. Stando alle voci, la compagnia starebbe lavorando a un quarto titolo della serie, provvisoriamente intitolato Lego Racers 4, e a un altro gioco, Lego Racers CC, fu pubblicizzato nei cataloghi Lego nel 2004, ma, dato appunto la liquidazione della compagnia, non si ebbero notizie nei riguardi di entrambi i giochi da allora.
Nel mese di gennaio 2007, la Kiloo ha annunciato di stare sviluppando due nuovi giochi di tema Lego per i telefoni cellulari, uno dei quali si intitolava Lego Racers e aveva come caratteristica essere un remake del gioco originale del 1999 in termini di meccaniche. Sarebbe dovuto uscire nel 2007,, ma ebbe la fortuna di uscire nel giugno del 2008 grazie alla Hands-On Mobile. Tale versione ha ricevuto un'accoglienza mista, con i critici che ritenevano il gioco mancante di qualsiasi spessore, così come dell'uso vero dei mattoncini Lego, caratteristica fondamentale della compagnia.
Il 18 dicembre 2007, NetDevil, durante lo sviluppo di Lego Universe, ha annunciato l'apertura di una nuova divisione concentrata sul web, con l'incarico di sviluppare un gioco su Adobe Flash chiamato Lego Racers Challenge, che sarebbe uscito il primo trimestre del 2008. Stando alla NetDevil, ciò sarebbe dovuto per competere con altri browser games, come Club Penguin e RuneScape. Sempre stando a NetDevil, il gioco sarebbe stato costruito sulle fondamenta di un altro gioco online Lego Racers, ovvero Drome Racing Challenge. Nel tardo 2008, sulle confezioni LEGO apparvero delle pubblicità per un gioco che sarebbe dovuto chiamarsi Lego Racers: The Video Game, ma, come gli altri giochi non pubblicati, non se ne seppe altra notizia.